# Artsdannelse
Ordet artsdannelse betegner de processer, der fører til dannelsen af nye arter. Artsdannelse er en del af den biologiske evolution.
Artsdannelse opstår, når én art spaltes i to populationer, som er isoleret fra hinanden. De vil hver især ophobe de ændringer i genpuljen, der opstår ved forandringer under formeringen eller ved tilfældige mutationer, indtil der ikke længere kan frembringes frugtbart afkom ved krydsning mellem populationerne. Dette udviklingsforløb kaldes kladogenese.
Hvis en enkelt population ændrer sig så meget i løbet af en vis tid, at der opstår en ny art, mens den oprindelige art uddør, så kaldes processen for anagenese.
Blandt de mere simple livsformer som f.eks. bakterier kan en enkelt mutation fremkalde drastiske ændringer (“spring”), der medfører artsdannelse på meget kort tid. Det er dog et spørgsmål om ikke alle levedygtige mutationer i bakterier er sket før, og bakterien så bare skifter imellem nogle tilstandsformer.

## Mekanismer i artsdannelsen
Ernst Mayr opdagede en mekanisme i artsdannelsen, som hedder allopatri. Den begynder, når underpopulationer inden for en art bliver geografisk isolerede fra hinanden f.eks. på grund af opsplitning i artens habitat eller på grund af udvandring. De isolerede populationer er tilbøjelige til at udvikle sig væk fra hinanden over mange generationer, når de bliver a) underkastet uens selektionspres, og b) gennemgår arvelige forandringer uafhængigt af hinanden. Det gælder i særligt høj grad, når én af populationerne er lille, så der opstår det, man har kaldt ”grundlæggervirkningen”.

### Allopatri. En krydsningsbarrière
Allopatri er en artsdannelse, som opstår på grund af, at populationer bliver isoleret fra hinanden. Artsdannelse af denne type opstår gerne, når mindre populationer bliver holdt adskilt fra artens hovedmasse. Charles Darwin fandt dette mønster på Galapagos og på de Kanariske øer, men det kan såmænd genfindes hos os selv:
Vinter-Eg (Quercus petraea) er en art, som gror på sand, mens Stilk-Eg (Quercus robur) gror på enge og lerjord. Stilk-Eg kan danne levedygtigt afkom med pollen fra Vinter-Eg, fordi hybridens kimplanter har grenet rod og kan leve samme steder som Stilk-Eg, hybriden er bare frugtbar i en yngre alder end arterne. Vinter-Eg kan derimod ikke (etter meget sjældent) danne levedygtigt afkom med pollen fra Stilk-Eg, fordi hybriden ikke kan klare sig så godt på det tørre sand som Vinter-Eg, da roden ikke går så hurtigt i dybden, som kimplanter af ren Vintereg. Herved opstår der en stigende adskillelse af forskellen mellem de to danske egearter.
Hos Rododendron er det tit sådan, at der er en art/underart over trægrænsen og en art under trægrænsen, og at arten/underarten over trægrænsen ikke er modtagelig for pollen fra arten under trægrænsen. Arten under trægrænsen har bedre blomstringsmuligheder, og derfor ville den overdynge arten over trægrænsen med pollen, pollen som vil give kimplanter, der ikke er tilpasset til at leve over trægrænsen.
Der sker altså i begge tilfælde en artsdannelse ved specialisering til vanskligere vækst forhold. Krydsninger kan måske også udvikle sig til nye arter, men da forældrene helst skal være nærtstående for at krydsningen er frugtbar, så er det ofte svært at påvise dette.
Isolering opstår f.eks., når:
- en stor sø tørrer ud og bliver til flere små, lavvandede søer
- en ny ø dukker op af havet og bliver koloniseret af startpopulationen
- en bjergkæde dannes og adskiller biotopen og dermed populationen i to
- en ørken opstår på grund af klimaændringer og deler en population

### Artsbarriere
En artsbarriere er en afgrænsning mellem to beslægtede arter. Afgrænsningen kan i nogen tilfælde give sig til kende ved, at krydsninger mellem de to arter er sterile. Derfor betyder artsbarrieren, at arterne er genetisk isolerede, så de ikke kan udveksle arvemateriale.
Barrieren kan bestå i flere, adskilte eller samvirkende forhold: Den kan opstå på grund af adfærdsmæssige forskelle (forskel i parringsadfærd f.eks.), fysiologiske forskelle (forskel i størrelse) eller geografisk adskillelse (kontinentaldrift).

### Sympatri
En anden mekanisme, som man har opdaget, er sympatri, hvor nye arter udvikles mellem de gamle. Det kan forekomme, hvis underpopulationer bliver afhængige af forskellige fødeemner, eller hvis forandringer i parringsritualer fører til, at den ene underpopulation bliver isoleret fra den anden, hvad angår formering. Tilfældigt opstået fordobling af kromosomer (polyploidi) er også en meget almindelig årsag til artsdannelse inden for samlevende populationer.

### Parapatri
Yderligere findes der en mekanisme, parapatri, hvor arter opstår på grund af ikke-geografiske barrièrer (forskelle i sygdomsresistens, ændringer af rovdyr- eller planteæderbestandene osv.).
Palæontologer har peget på, at arter almindeligvis er uforandrede over lange tidsforløb, og at artsdannelse gerne sker over relativt korte perioder, der betegnes som afbrudt homøostase. Det kan let tænkes, at artsdannelsen fremkaldes af flere, samtidige mekanismer i løbet af udviklingshistorien.

#### Sygdomme
Mange arter plages med en sygdom eller snylter. Ved alvorlige angreb så overlever kun de resistente, hvis der så overlever to grupper med hver sin form for resistens, er det ikke sikkert at krydsninger imellem disse er resistente og det vil være en fordel at udvikle en paringsadfærd så at arten undgår krydsninger. Dette ville forklare hvorfor mange arter kan krydses i fangenskab men ikke blandes i naturen på grund af forskelig paringsadfærd.